# 第95屆奧斯卡金像獎
第95届奥斯卡金像奖（英語：95th Academy Awards）是電影藝術與科學學院表彰2022年杰出电影所颁发的奖项。颁奖典礼定于2023年3月12日在美国加利福尼亚州洛杉矶杜比剧院举行。
2022年12月21日宣布短名單；2023年1月24日早上8點30分，由里茲·阿邁德與愛莉森·威廉絲共同在塞繆爾·戈德溫劇院宣布入圍名單，並由ABC的晨間節目《早安美國》進行轉播。《媽的多重宇宙》獲得11項提名，最終贏得最佳影片等7項獎座。《西線無戰事》與《伊尼舍林的女妖》獲得9項提名居次，前者最終贏得4項獎座。《貓王艾維斯》以8項提名位居第三。
本屆在18歲至49歲區段收視取得4.03，較上屆上升0.27（約7%），總收視人數1876萬也較上屆上升215萬人（約13%）。

## 获奖及提名名单

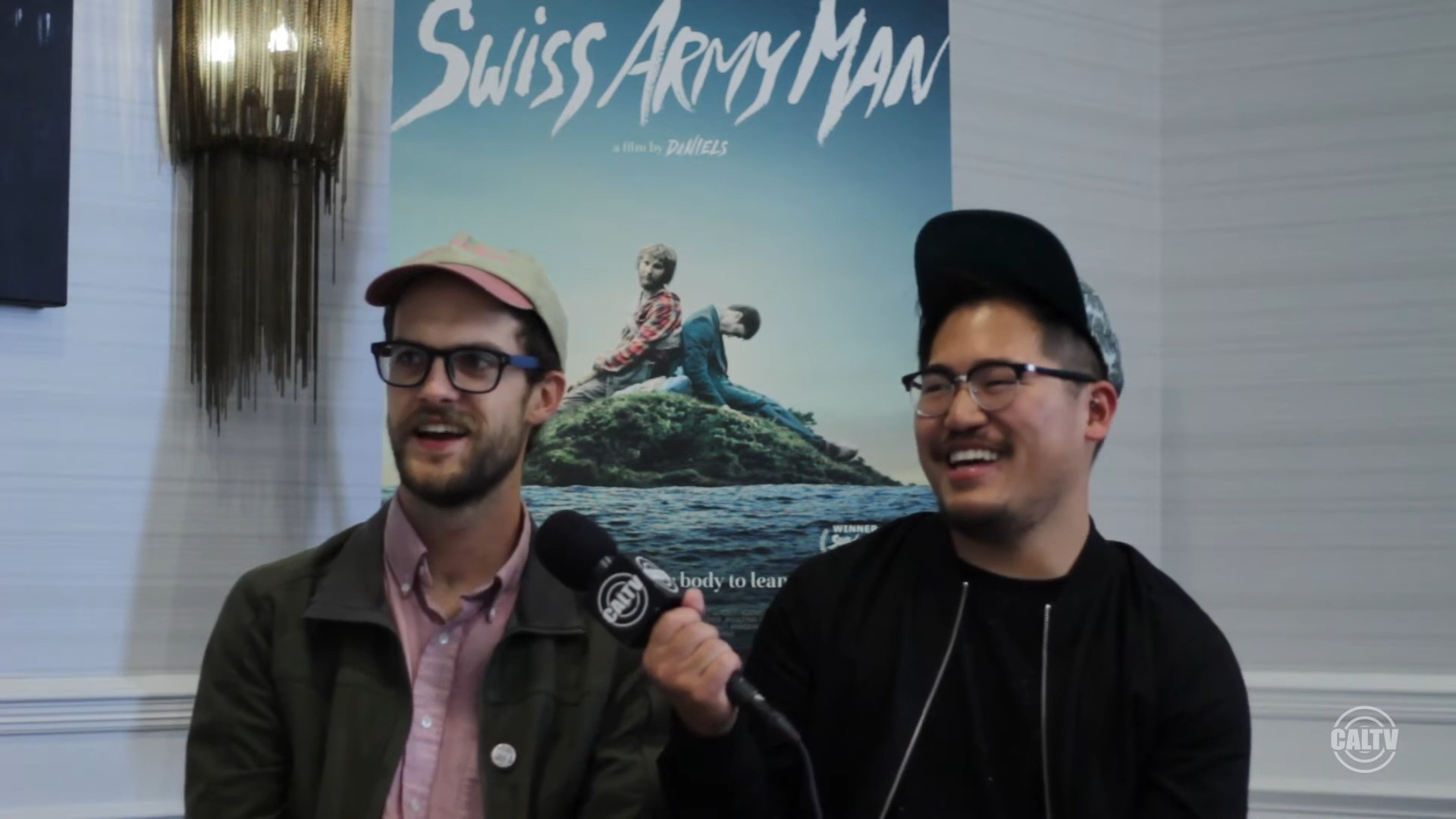
最佳影片、導演、原創劇本：丹尼爾·舒奈特、關家永

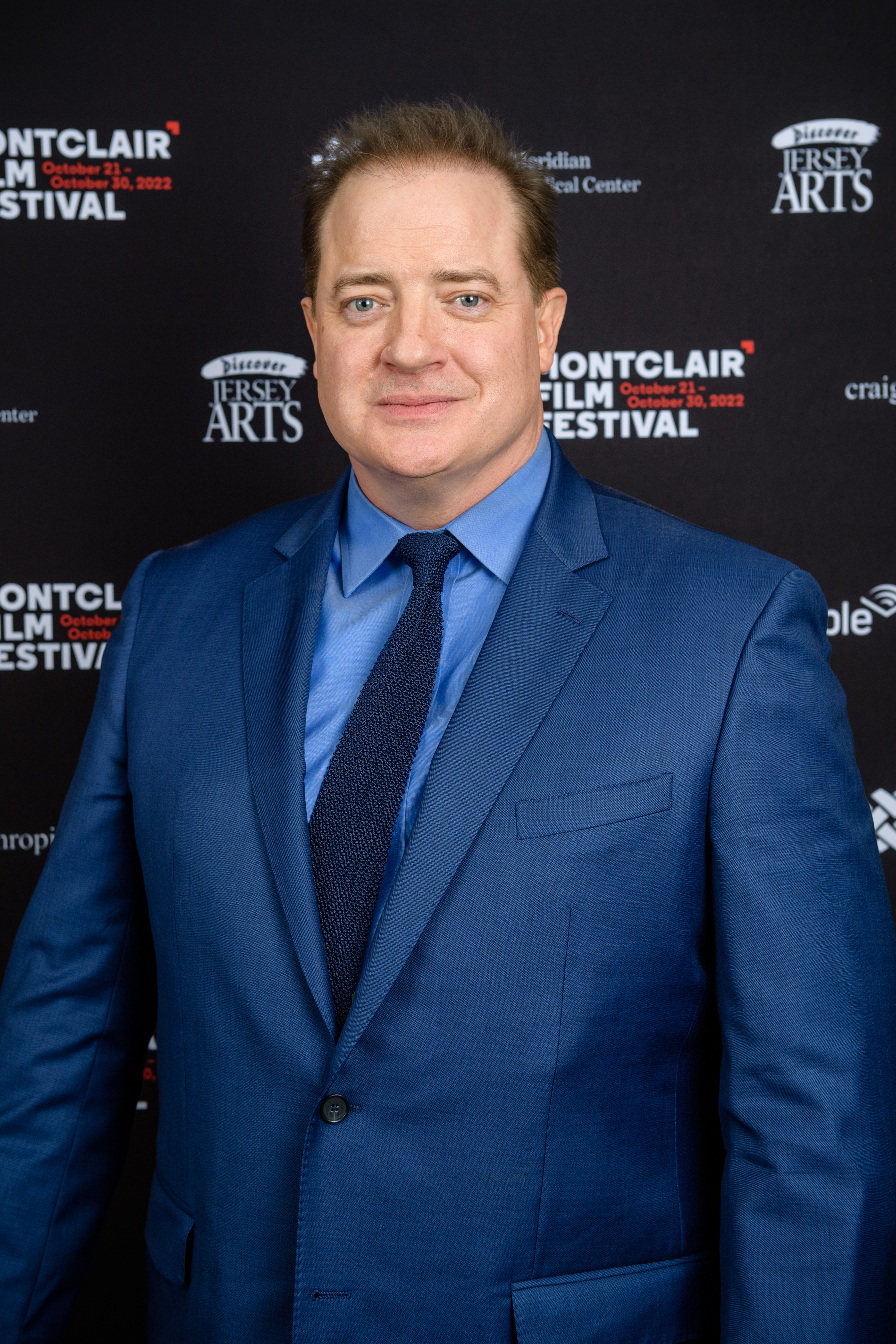
最佳男主角：布蘭登·費雪

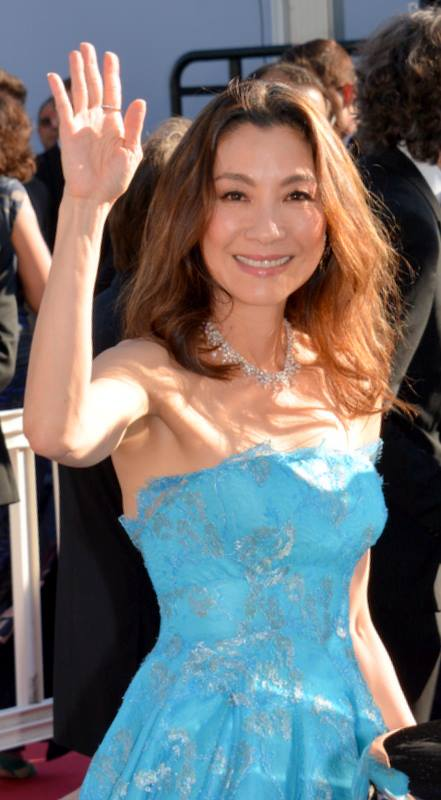
最佳女主角：楊紫瓊

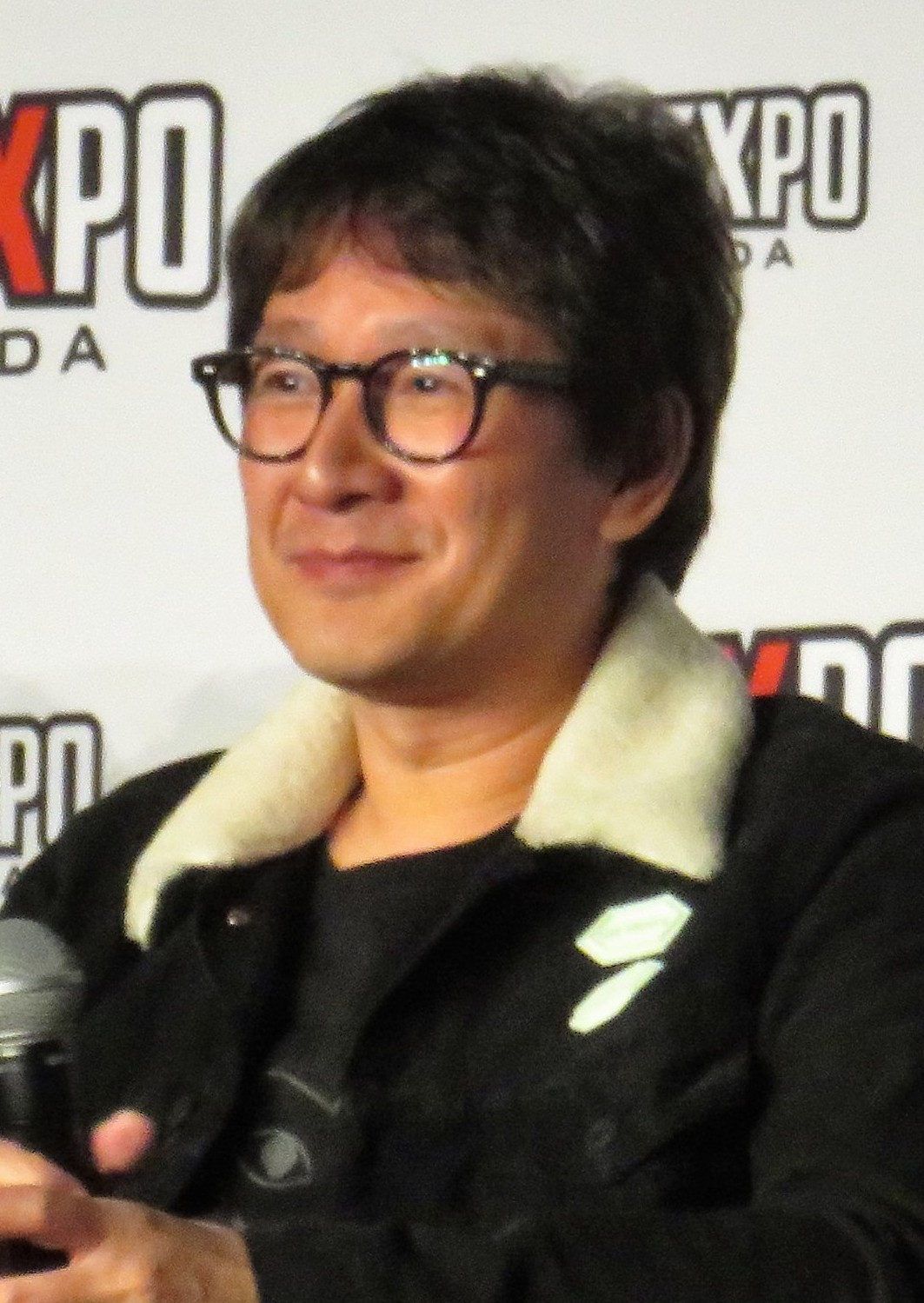
最佳男配角：關繼威

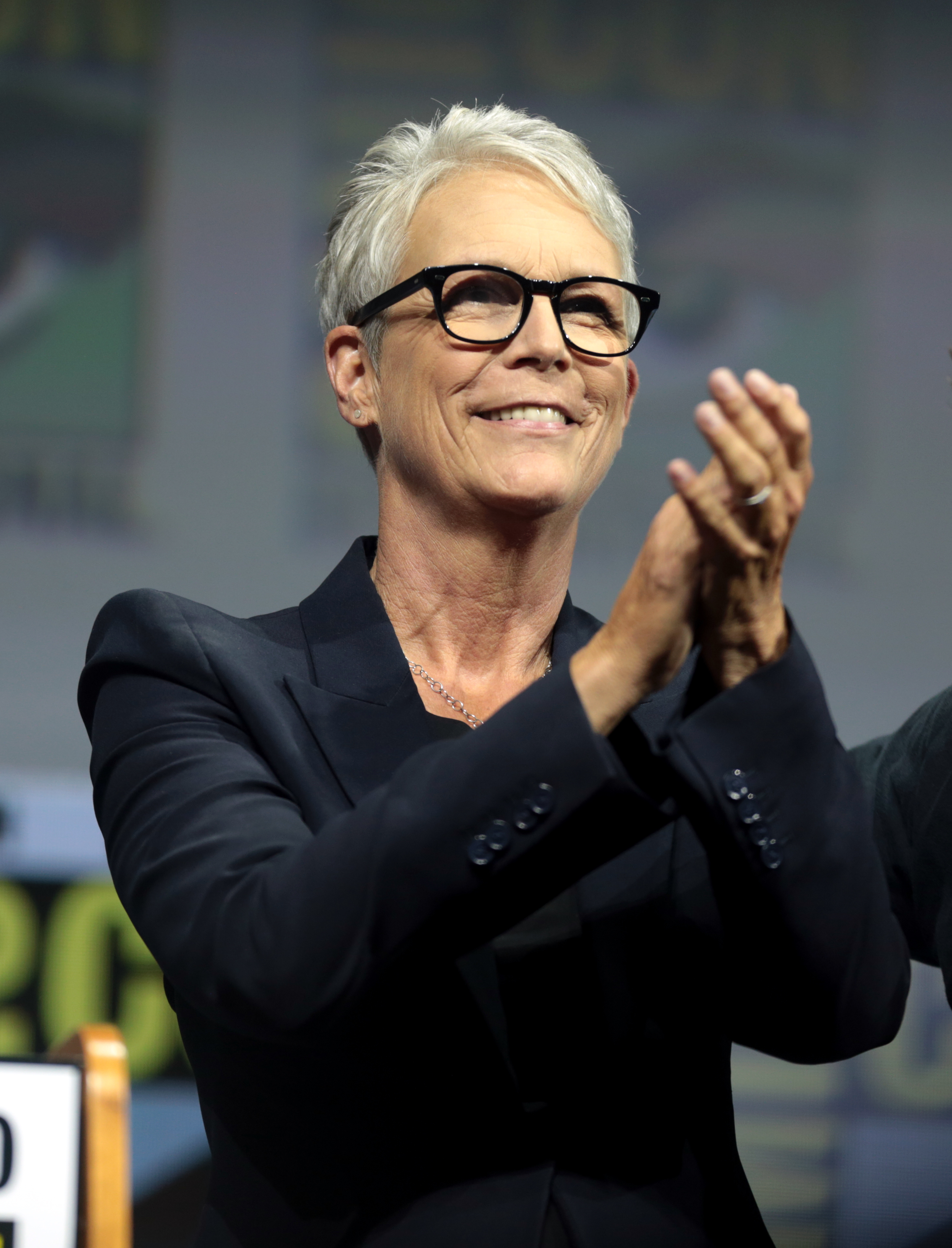
最佳女配角：潔美·李·寇蒂斯

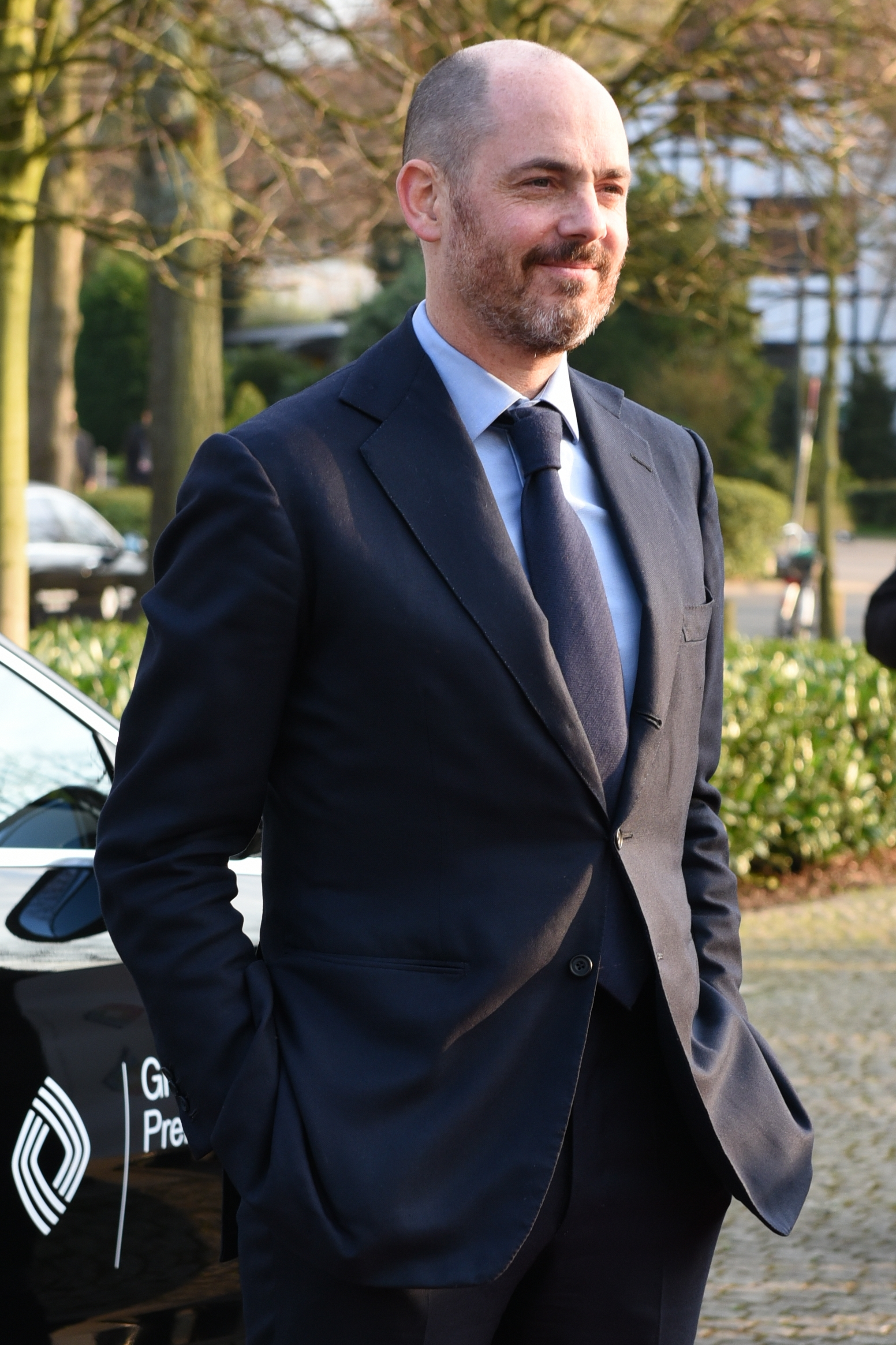
最佳國際影片得主：愛德華·伯格

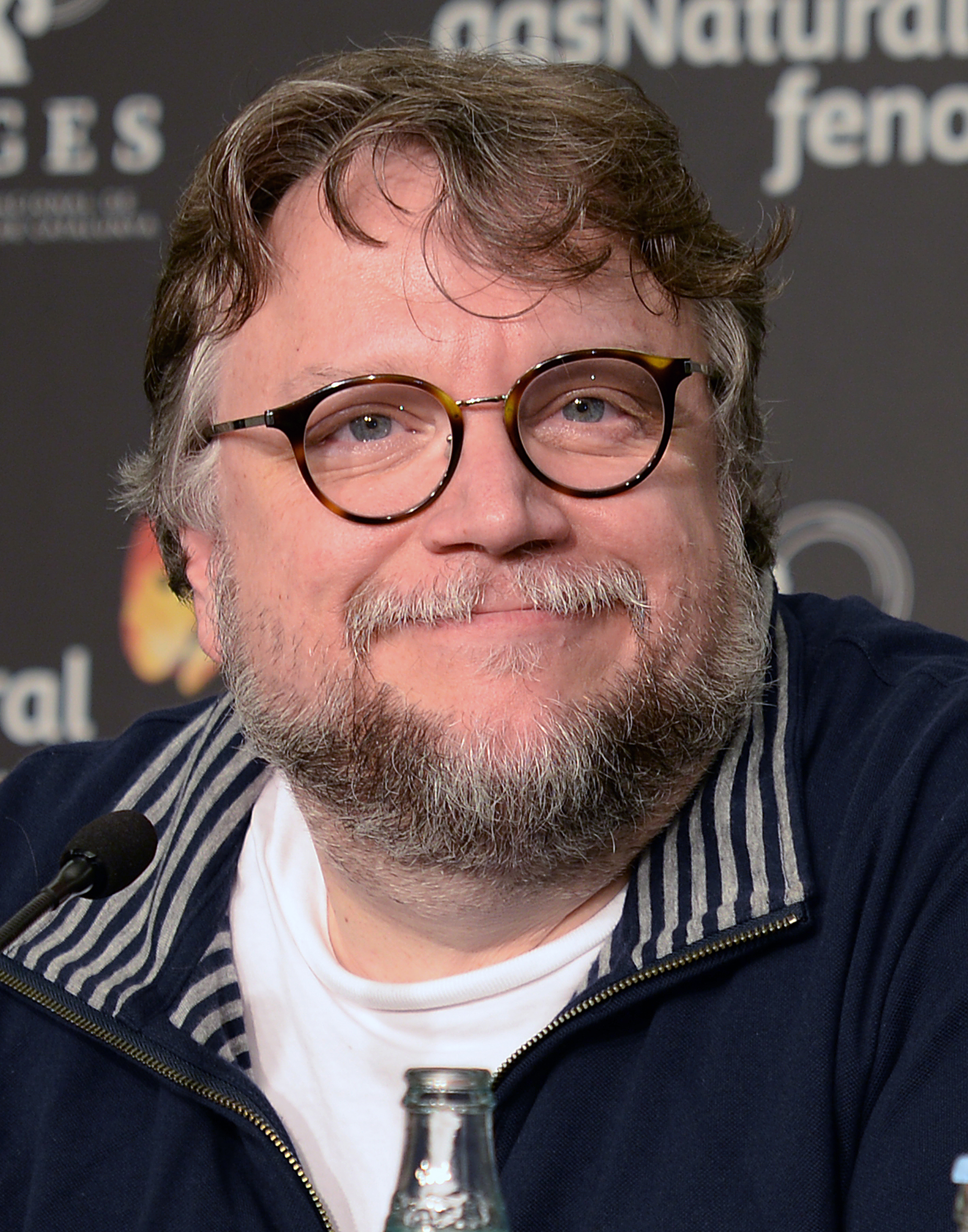
最佳動畫片得主：吉勒摩·戴托羅

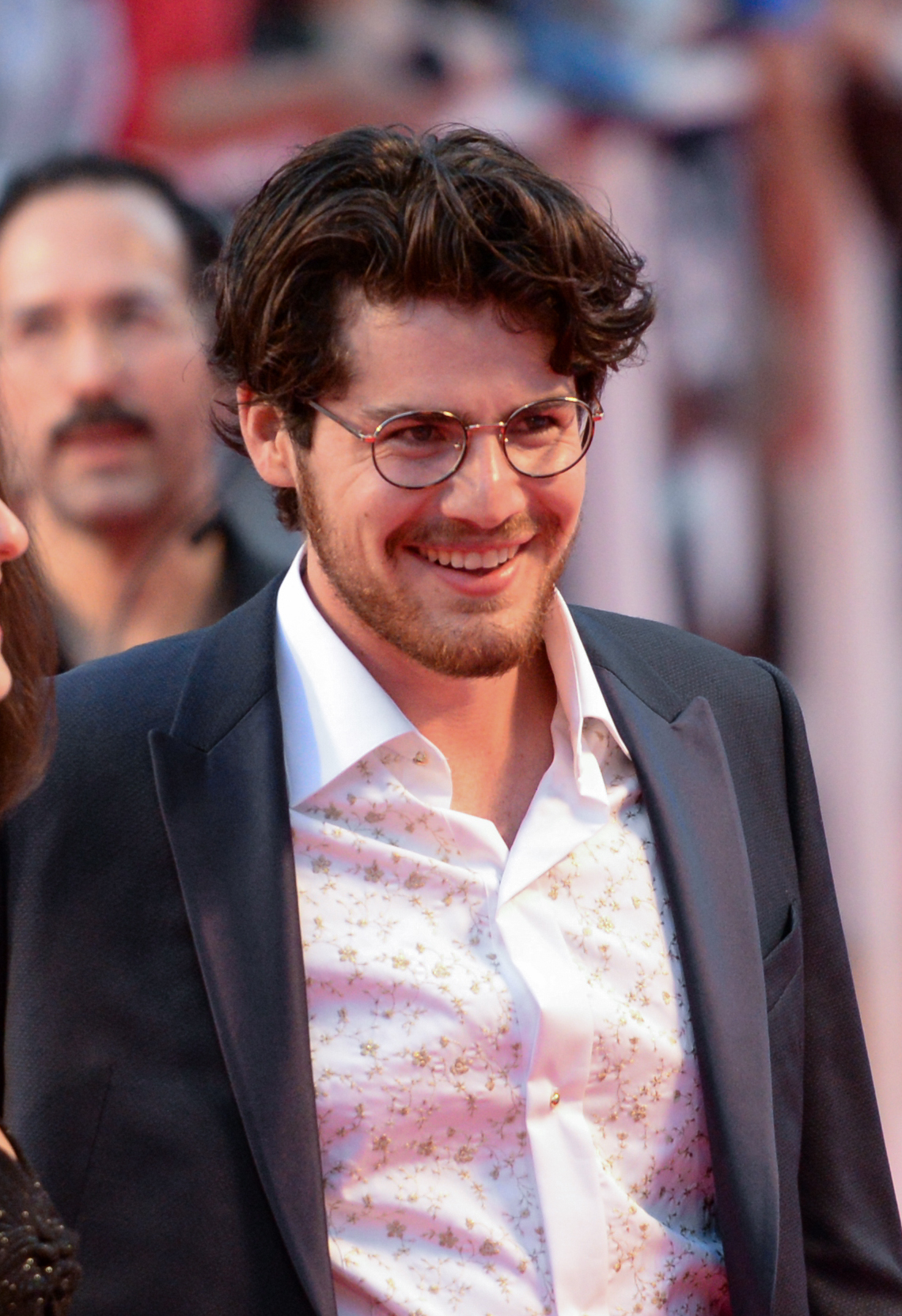
最佳紀錄片得主：丹尼爾·羅赫

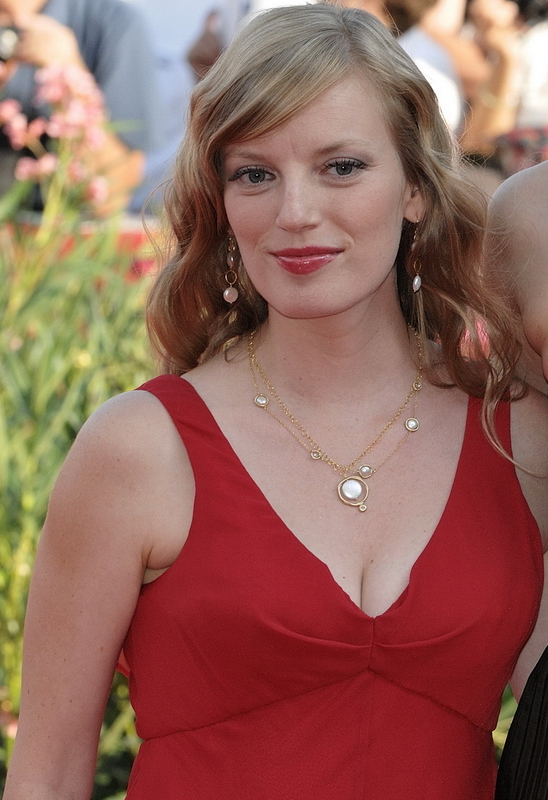
最佳改編劇本：莎拉·波莉

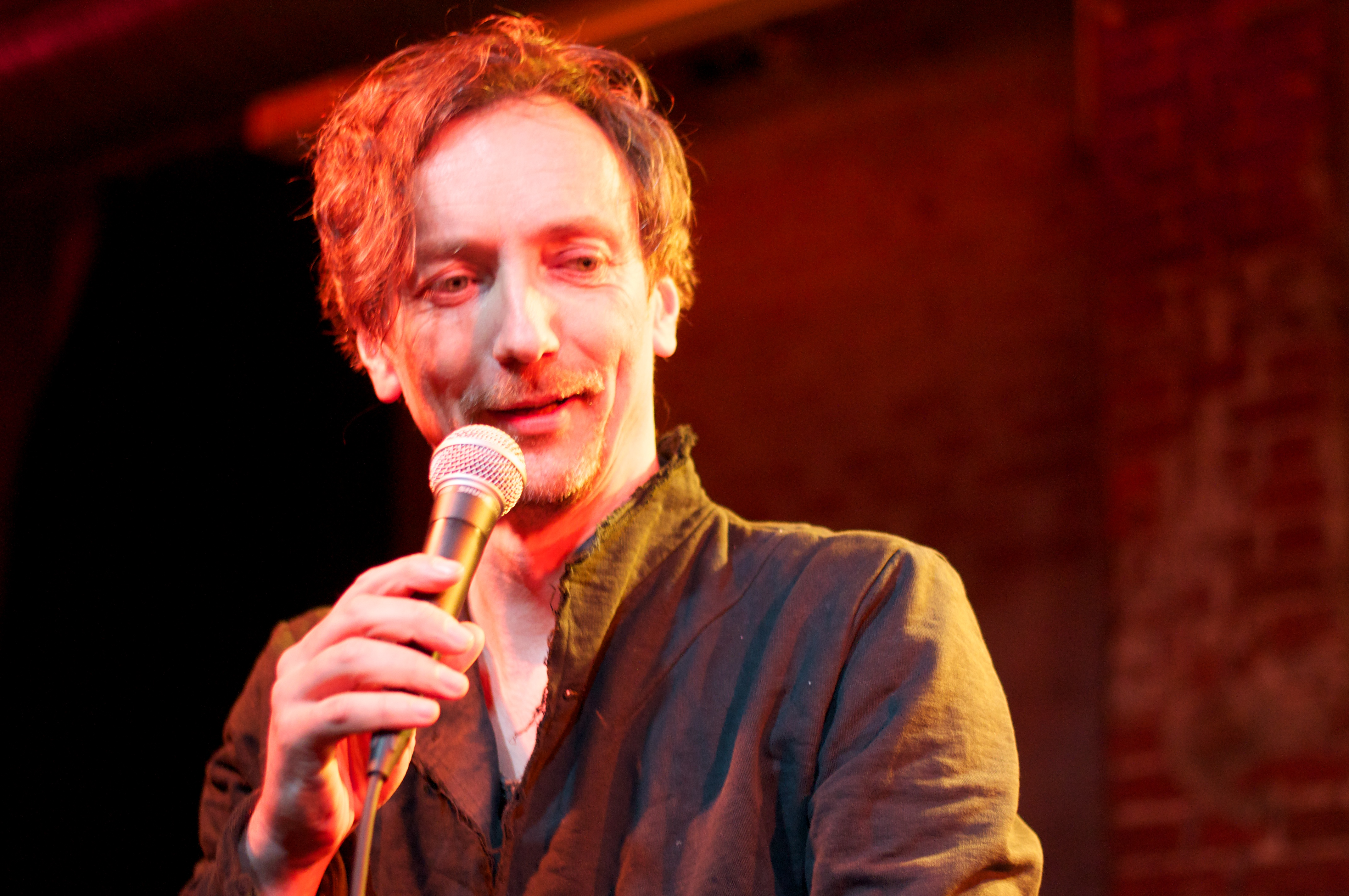
最佳原創配樂：赫胥卡

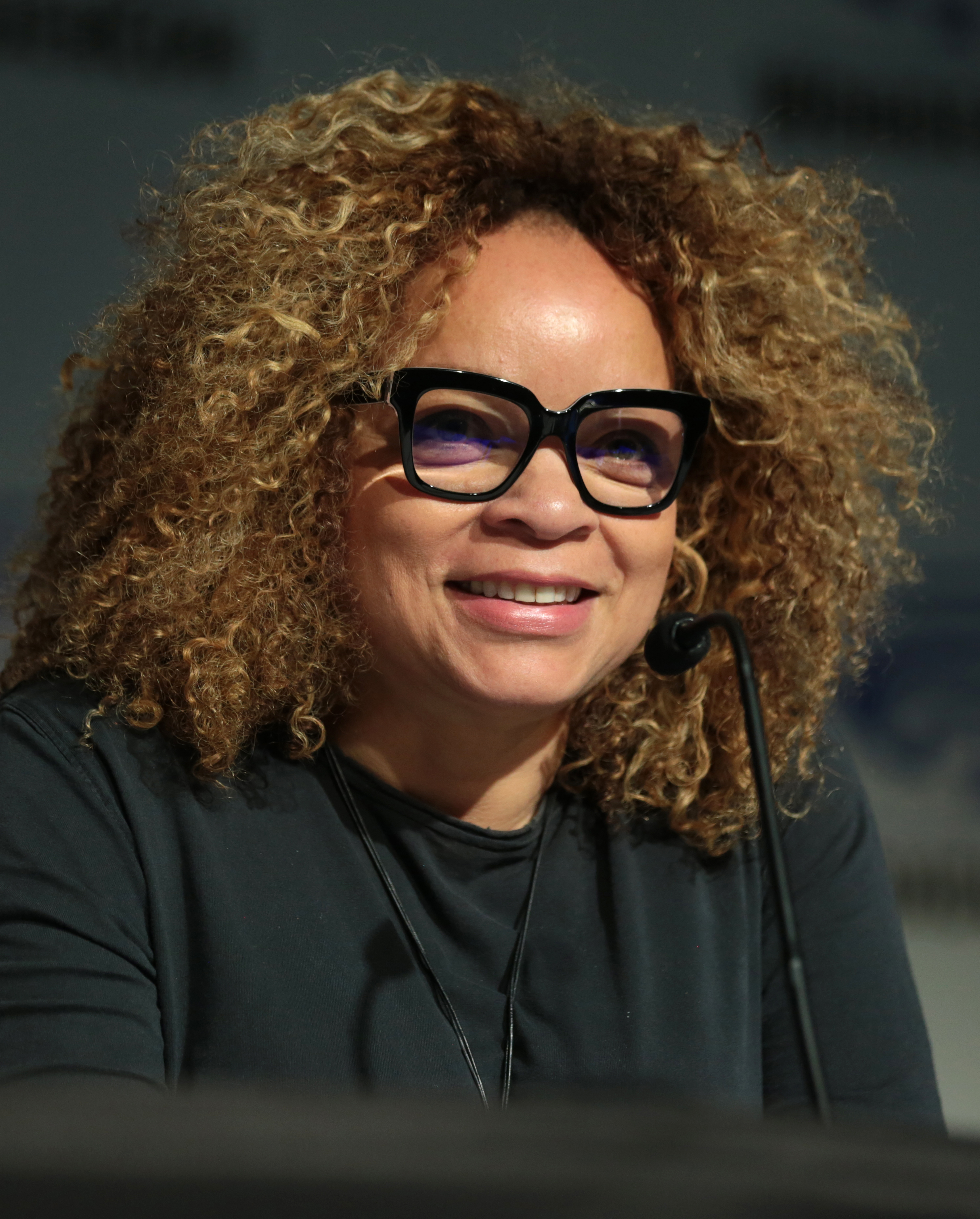
最佳服裝設計：露絲·E·卡特

A24共獲得17項提名、贏得9項；Netflix獲得16項提名、贏得5項；華納兄弟獲得12項提名，僅獲1項。華特迪士尼影業與探照燈影業均獲得10項提名，加上國家地理、迪士尼品牌電視的提名，一共為華特迪士尼公司爭得22項提名，最終贏得2項；環球影業獲得8項提名、焦點影業獲得7項提名，一共為NBC環球爭得15項提名。本屆最佳影片10部入圍影片的美國總票房達15.74億美元，超越第82屆（2010年）的15.19億美元。
《西線無戰事》是本屆唯一入圍最佳影片的非英語電影，並成為史上獲得第二多提名數（9項）的非英語電影，僅次於《臥虎藏龍》與《羅馬》（10項）。《夏日悄悄話》是首部入圍最佳國際影片的愛爾蘭電影。
本屆是亞裔獲得最多提名及獎項的一屆，也是首次有四位亞裔入圍演員獎。本屆共有8個獎項係由亞裔獲得，超越2009年的第81屆以及2019年的第91屆（5項）。
楊紫瓊憑藉《媽的多重宇宙》成為首位入圍暨獲得最佳女主角的亞裔（自我認同），此前僅有隱瞞血統的默尔·奥伯伦，以及费雯·丽、莎瑪·希恩、雪兒、娜塔莉·波特曼等混血兒獲得提名或得獎。不過，首位入圍暨得獎的亞洲角色，是露薏絲·蕾娜在《大地》扮演的玉蘭。楊紫瓊（60歲）同時也是第2高齡的亞裔入圍暨得獎演員，僅比尹汝貞獲獎當時（73歲）年輕。《媽的多重宇宙》的關繼威是首位入圍暨獲得奧斯卡的越南裔男演員，也是繼吳漢潤之後，第二位入圍暨獲得最佳男配角的華裔；《我的鯨魚老爸》的周洪和《媽的多重宇宙》的許瑋倫共同入圍最佳女配角，這是首次有兩名亞裔共同角逐該獎項；而關繼威與周洪也剛好都曾是越南戰爭的難民。
M·M·凱拉瓦尼與錢德拉博斯憑藉《RRR》的歌曲《Naatu Naatu》獲得最佳原創歌曲，這是首部入圍暨獲得該獎項的印度電影。其他獲獎的印度影人，還包括憑藉《小象守護者》獲得最佳紀錄短片的卡蒂琪·岡薩爾維斯（Kartiki Gonsalves）與岡妮·蒙加。茱蒂·陳（Judy Chin）憑藉《我的鯨魚老爸》獲得最佳化妆与发型设计，成為首位獲得該獎項的亞裔女性，也是繼辻一弘之後，第二位獲得該獎項的亞裔。
石之予憑藉《熊抱青春記》入圍最佳動畫長片，這是亞裔連續10屆入圍該獎項，也是亞裔入圍過最多的獎項。石黑一雄憑藉《倫敦生之慾》入圍最佳改編劇本，成為第6名獲得提名的諾貝爾獎得主，也是首位入圍的諾貝爾獎亞裔得主。其他入圍的亞裔，還包括雪莉·庫拉塔（Shirley Kurata）、Son Lux的團員拉菲克·巴蒂亞與伊恩·張（Ian Chang）、夏納克·森、阿曼·曼恩（Aman Mann）、Mitski等人。
關家永與丹尼爾·舒奈特是第三對獲得最佳導演的導演組合。斯蒂芬·斯皮尔伯格打破自身於上一屆創下的紀錄，憑藉《法貝爾曼》第12次入圍最佳影片，持續創高單一製作人的入圍次數，並以執導過13部最佳影片提名作的紀錄，追平威廉·惠勒。斯皮尔伯格同時與马丁·斯科塞斯並列入圍過最多次最佳導演的在世者，入圍次數僅次於已逝的惠勒。裘德·赫希（87歲又315天）憑藉《法貝爾曼》第2次入圍最佳男配角，成為史上第2高齡的表演獎入圍者，僅比克里斯托弗·普卢默入圍當時的歲數（88歲又41天）年輕；赫希是時隔42年再次入圍奧斯卡，超越亨利·方達時隔41年再次入圍的紀錄。
艾方索·柯朗追平簡尼夫·班納在上一屆創下的紀錄，並列入圍過最多不同獎項的影人，柯朗入圍過最佳影片、最佳原創劇本、最佳改編劇本、最佳剪輯、最佳導演、最佳攝影以及此次入圍的最佳實景短片等7個獎項。陶德·菲爾德憑藉《TÁR塔爾》第三次入圍奧斯卡，而他所執導的三部長片都入圍了最佳女主角。約翰·威廉斯是第53次獲得提名（5次獲獎），僅次於華特·迪士尼（59次提名、22次獲獎），成為最高齡的奧斯卡入圍者（90歲又350天），也是入圍最多次的在世人物。
安娜·德哈瑪斯憑藉《金髮夢露》角逐影后，是首位入圍的古巴裔演員。安琪拉·貝瑟憑藉《黑豹2：瓦干達萬歲》入圍最佳女配角，是首位以漫威電影入圍表演獎的演員。凯特·布兰切特憑藉《TÁR塔爾》打破自身紀錄，成為首位參演過10部最佳影片入圍作品的女演員，追平男演員莱昂纳多·迪卡普里奥與杰克·尼科尔森，並僅次於罗伯特·德尼罗（11部）。
首位最佳服裝設計非裔女性得主露絲·E·卡特二度獲獎，成為首位憑藉首集及續集電影兩度獲得該獎項的服裝設計師，也是首位獲得兩座奧斯卡金像獎的非裔女性。黛安·華倫是入圍最多次卻無一獲獎的作曲人，本屆是她第14次入圍，但她另外獲得了榮譽獎。曼蒂·沃克憑藉《貓王艾維斯》成為第三位入圍最佳攝影的女性。前兩屆由女性導演獲得最佳導演，但本屆並無女性入圍導演獎，因此受到電影女性（Women In Film）組織的批評。

### 奖项
| 最佳影片 - 《媽的多重宇宙》－關家永、丹尼爾·舒奈特、王慶 - 《西线无战事》－梅爾特·古納特（Malte Grunert） - 《阿凡達：水之道》－詹姆斯·卡梅隆、乔恩·兰多 - 《伊尼舍林的女妖》－葛罕·布洛班特、彼特·徹寧、馬丁·麥多納 - 《貓王艾維斯》－巴茲·雷曼、凯瑟琳·马丁、蓋兒·伯曼、派翠克·麥克米克（Patrick McCormick）、施凱勒·懷斯（Schuyler Weiss） - 《法貝爾曼》－克莉絲汀·馬寇斯庫·克瑞格、斯蒂芬·斯皮尔伯格、東尼·庫許納 - 《TÁR塔爾》－陶德·菲爾德、史考特·藍伯特（Scott Lambert）、亞莉珊卓·米爾臣（Alexandra Milchan） - 《捍衛戰士：獨行俠》－湯姆·克魯斯、克里斯托夫·迈考利、大卫·埃里森、傑瑞·布洛克海默 - 《瘋狂富作用》－艾瑞克·哈曼多夫（Erik Hemmendorff）、菲利浦·泊拜（Philippe Bober） - 《沒有聲音的女人們》－蒂蒂·嘉納、傑瑞米·克雷納、法蘭絲·麥杜雯 | |
| 最佳男主角 - 《我的鯨魚老爸》布蘭登·費雪 - 《貓王艾維斯》奧斯汀·巴特勒 - 《伊尼舍林的女妖》科林·法雷尔 - 《日麗》保羅·梅茲卡爾 - 《倫敦生之慾》比·乃爾 | 最佳女主角 - 《媽的多重宇宙》楊紫瓊 - 《TÁR塔爾》凯特·布兰切特 - 《金髮夢露》安娜·德哈瑪斯 - 《致蕾絲莉》安哲雅·麗絲布洛 - 《法貝爾曼》蜜雪兒·威廉絲 |
| 最佳男配角 - 《媽的多重宇宙》關繼威 - 《伊尼舍林的女妖》布蘭頓·葛利森 - 《橋之彼端》布萊恩·泰瑞·亨利 - 《法貝爾曼》裘德·赫希 - 《伊尼舍林的女妖》貝瑞·柯根 | 最佳女配角 - 《媽的多重宇宙》潔美·李·寇蒂斯 - 《黑豹2：瓦干達萬歲》安琪拉·貝瑟 - 《我的鯨魚老爸》周洪 - 《伊尼舍林的女妖》凯瑞·康顿 - 《媽的多重宇宙》許瑋倫 |
| 最佳导演 - 《媽的多重宇宙》關家永、丹尼爾·舒奈特 - 《伊尼舍林的女妖》馬丁·麥多納 - 《法貝爾曼》斯蒂芬·斯皮尔伯格 - 《TÁR塔爾》陶德·菲爾德 - 《瘋狂富作用》鲁本·奥斯特伦德 | 最佳國際影片 - 《西线无战事》（ 德国） - 《1985年阿根廷》（ 阿根廷） - 《亲密》（ 比利时） - 《如果驢知道》（ 波蘭） - 《夏日悄悄話》（ 爱尔兰） |
| 最佳原创剧本 - 《媽的多重宇宙》關家永、丹尼爾·舒奈特 - 《伊尼舍林的女妖》馬丁·麥多納 - 《法貝爾曼》斯蒂芬·斯皮尔伯格、東尼·庫許納 - 《TÁR塔爾》陶德·菲爾德 - 《瘋狂富作用》鲁本·奥斯特伦德 | 最佳改編劇本 - 《沒有聲音的女人們》莎拉·波莉 - 《西线无战事》愛德華·伯格、萊絲莉·派特森（Lesley Paterson）、伊恩·史托克爾（Ian Stokell） - 《鋒迴路轉：抽絲剝繭》莱恩·约翰逊 - 《倫敦生之慾》石黑一雄 - 《捍衛戰士：獨行俠》艾倫·克勞格、艾瑞克·華倫·辛格、克里斯托夫·迈考利、彼得·克雷格、賈斯汀·馬克斯 |
| 最佳動畫長片 - 《吉勒摩·戴托羅之皮諾丘》－吉勒摩·戴托羅、馬克·居斯塔夫森（Mark Gustafson）、蓋瑞·昂格（Gary Ungar）、艾力克斯·鮑克利（Alex Bulkley） - 《迷你網紅實貝秀》－狄恩·弗萊舍·坎普、伊莉莎白·霍姆、安德魯·高德曼（Andrew Goldman）、卡洛琳·卡普蘭、保羅·梅齊 - 《鞋貓劍客2》－喬爾·克勞福德、馬克·斯威夫特（Mark Swift） - 《海獸獵人》－克里斯·威廉斯、傑德·施蘭格（Jed Schlanger） - 《熊抱青春記》－石之予、琳賽·柯林斯（Lindsey Collins） | 最佳紀錄長片 - 《納瓦尼事件簿》－丹尼爾·羅赫、歐黛莎·蕾（Odessa Rae）、黛安·貝克（Diane Becker）、梅蘭妮·米勒（Melanie Miller）、夏恩·鮑里斯（Shane Boris） - 《在牠們的凝視之間》－夏納克·森、阿曼·曼恩（Aman Mann）、泰迪·萊費爾 - 《美人们与流血事件》－劳拉·柏翠丝、浩爾德·格特勒（Howard Gertler）、約翰·里昂（John Lyons）、南·戈丁、約尼·戈利約夫（Yoni Golijov） - 《火山摯戀》－莎拉·多薩、夏恩·鮑里斯（Shane Boris）、愛娜·菲奇曼（Ina Fichman） - 《碎片之家》－賽門·勒倫·威蒙（Simon Lereng Wilmont）、莫妮卡·赫爾斯壯 |
| 最佳紀錄短片 - 《小象守護者》－卡蒂琪·岡薩爾維斯（Kartiki Gonsalves）、岡妮·蒙加 - 《上岸》－伊芙甘妮亞·阿布加娃、麥辛·阿布加夫（Maxim Arbugaev） - 《你如何纪年？》－傑·羅森布拉特 - 《瑪莎·米邱效應》－安妮·阿爾弗格（Anne Alvergue）、貝絲·雷維森 - 《家门口的陌生人》－約書亞·賽夫特、康諾·強斯（Conall Jones） | 最佳實景短片 - 《爱尔兰式再见》－湯姆·伯克利（Tom Berkeley）、羅斯·懷特（Ross White） - 《伊瓦鲁》－安德斯·華特、蕾貝卡·普魯贊（Rebecca Pruzan） - 《在她們眼中》－阿莉切·罗尔瓦赫尔、艾方索·柯朗 - 《夜車》－艾瑞克·特維騰（Eirik Tveiten）、高特·立德·拉森（Gaute Lid Larssen） - 《红色手提箱》－賽勒斯·內什瓦（Cyrus Neshvad） |
| 最佳動畫短片 - 《男孩、鼴鼠、狐狸與馬》－查理·麥克西、麥修·弗洛伊德（Matthew Freud） - 《飛行的水手》－溫蒂·提爾比、亞曼達·富比士 - 《冰之商人》－奧·岡薩雷斯（João Gonzalez）、布魯諾·卡埃塔諾（Bruno Caetano） - 《我破處的那一年》－莎拉·岡納斯多特、潘蜜拉·瑞邦 - 《鴕鳥先知》－拉克藍·潘拉貢（Lachlan Pendragon） | 最佳攝影 - 《西线无战事》詹姆斯·弗林德（James Friend） - 《中有，部分真實的偽記事》达吕斯·康第 - 《貓王艾維斯》曼蒂·沃克 - 《光影帝國》羅傑·狄金斯 - 《TÁR塔爾》弗洛里安·霍夫邁斯特 |
| 最佳原创配樂 - 《西线无战事》沃克·柏托曼 - 《巴比倫》賈斯汀·赫維茲 - 《伊尼舍林的女妖》卡特·伯韦尔 - 《媽的多重宇宙》Son Lux - 《法貝爾曼》約翰·威廉斯 | 最佳原创歌曲 - 《Naatu Naatu》－《RRR》－曲：M·M·凱拉瓦尼；詞：錢德拉博斯 - 《Applause》－《Tell It Like a Woman》－詞曲：黛安·華倫 - 《牽我的手》－《捍衛戰士：獨行俠》－詞曲：Lady Gaga、BloodPop - 《Lift Me Up》－《黑豹2：瓦干達萬歲》－曲：Tems、蕾哈娜、瑞安·库格勒、魯德溫·葛瑞森；詞：Tems、瑞安·库格勒 - 《This Is A Life》－《媽的多重宇宙》－曲：萊恩·洛特、大衛·伯恩、Mitski；詞：萊恩·洛特、大衛·伯恩 |
| 最佳影片剪辑 - 《媽的多重宇宙》保羅·羅傑斯（Paul Rogers） - 《伊尼舍林的女妖》米克爾·E·G·尼爾森 - 《貓王艾維斯》喬納森·雷德蒙（Jonathan Redmond）、麥特·維拉 - 《TÁR塔爾》莫妮卡·威利 - 《捍衛戰士：獨行俠》艾迪·漢密爾頓 | 最佳音效 - 《捍衛戰士：獨行俠》马克·韦恩加滕、詹姆斯·M·梅瑟、艾爾·尼爾森（Al Nelson）、克里斯·伯登、馬克·泰勒 - 《西线无战事》維托·普雷索（Viktor Prášil）、法蘭克·克魯斯（Frank Kruse）、馬克斯·史旦姆勒（Markus Stemler）、拉斯·金索（Lars Ginzsel）、斯特凡·寇特（Stefan Korte） - 《阿凡達：水之道》朱利安·豪沃思（Julian Howarth）、關朵琳·葉茲·惠托、迪克·伯斯坦（Dick Bernstein）、克里斯托弗·博伊斯、加里·萨默斯、迈克尔·赫奇斯 - 《蝙蝠俠》斯图尔特·威尔逊、威廉·費爾斯（William Files）、道格拉斯·穆雷（Douglas Murray）、安迪·尼尔森 - 《貓王艾維斯》大衛·李（David Lee）、安迪·尼尔森、韋恩·派許里（Wayne Pashley）、麥可·凱勒（Michael Keller） |
| 最佳美術設計 - 《西线无战事》克里斯欽·M·戈貝克（Christian M. Goldbeck）、厄妮絲汀·西珀（Ernestine Hipper） - 《阿凡達：水之道》迪倫·科爾、班·普洛克特（Ben Procter）、凡妮莎·柯爾（Vanessa Cole） - 《巴比倫》佛蘿倫西亞·馬丁（Florencia Martin）、安東尼·卡利諾（Anthony Carlino） - 《貓王艾維斯》凯瑟琳·马丁、凱倫·墨菲（Karen Murphy）、貝芙·鄧恩 - 《法貝爾曼》瑞克·卡特、凱倫·歐哈拉 | 最佳服装设计 - 《黑豹2：瓦干達萬歲》露絲·E·卡特 - 《巴比倫》梅莉·佐弗瑞斯 - 《貓王艾維斯》凯瑟琳·马丁 - 《媽的多重宇宙》雪莉·庫拉塔（Shirley Kurata） - 《哈里斯夫人去巴黎》珍妮·畢凡 |
| 最佳化妆与发型设计 - 《我的鯨魚老爸》阿卓利安·莫羅特、茱蒂·陳（Judy Chin）、安·瑪莉·布萊德利（Anne Marie Bradley） - 《西线无战事》海可·默克（Heike Merker）、琳達·艾森哈梅羅娃（Linda Eisenhamerová） - 《蝙蝠俠》娜歐蜜·當恩、麥克·馬利諾、麥克·方坦（Mike Fontaine） - 《黑豹2：瓦干達萬歲》卡蜜兒·弗蘭德（Camille Friend）、喬爾·哈洛 - 《貓王艾維斯》馬克·庫利耶、傑森·貝爾德（Jason Baird）、阿爾多·西諾雷帝 | 最佳視覺效果 - 《阿凡達：水之道》喬·勒特利、李察·貝恩漢、艾瑞克·山頓、丹尼爾·貝瑞特（Daniel Barrett） - 《西线无战事》法蘭克·佩茲佐（Frank Petzold）、維托·穆勒（Viktor Müller）、馬克斯·法蘭克（Markus Frank）、卡密爾·賈法（Kamil Jafar） - 《蝙蝠俠》丹·萊蒙、羅素·厄爾、安德斯·朗蘭茲、多明尼克·杜希 - 《黑豹2：瓦干達萬歲》傑弗瑞·鮑曼（Geoffrey Baumann）、克雷格·漢梅克、R·克里斯多夫·懷特、丹·薩迪克 - 《捍衛戰士：獨行俠》萊恩·塔霍普（Ryan Tudhope）、賽斯·希爾（Seth Hill）、布萊恩·利茲森（Bryan Litson）、史考特·R·費雪 |

### 学院主席奖
2022年6月21日，电影学院公布了第13届学院主席奖获奖者，颁奖典礼于2022年11月19日举行。获奖名单如下：

#### 奥斯卡荣誉奖
- 欧占·帕尔西（英语：Euzhan Palcy）
- 黛安·華伦（英语：Diane Warren）
- 彼得·威尔

#### 简·赫尔索特人道精神奖
- 迈克尔·J·福克斯

### 多项获奖与提名
| 提名数 | 作品                  |
| ------ | --------------------- |
| 11     | 《媽的多重宇宙》      |
| 9      | 《西线无战事》        |
| 9      | 《伊尼舍林的女妖》    |
| 8      | 《貓王艾維斯》        |
| 7      | 《法貝爾曼》          |
| 6      | 《TÁR塔爾》           |
| 6      | 《捍衛戰士：獨行俠》  |
| 5      | 《黑豹2：瓦干達萬歲》 |
| 4      | 《阿凡達：水之道》    |
| 3      | 《巴比倫》            |
| 3      | 《蝙蝠俠》            |
| 3      | 《瘋狂富作用》        |
| 3      | 《我的鯨魚老爸》      |
| 2      | 《倫敦生之慾》        |
| 2      | 《女人们的谈话》      |

| 獲獎数 | 作品             |
| ------ | ---------------- |
| 7      | 《媽的多重宇宙》 |
| 4      | 《西线无战事》   |
| 2      | 《我的鯨魚老爸》 |

## 颁奖嘉宾及表演者
下列为典礼颁奖主持嘉宾及表演嘉宾名单：
| 名称                             | 角色                                                  |
| -------------------------------- | ----------------------------------------------------- |
| 巨石強森 愛蜜莉·布朗             | 頒發最佳動畫長片                                      |
| 特洛伊·科特蘇爾 亞莉安娜·黛博塞  | 颁发最佳男配角、最佳女配角                            |
| 卡拉·迪瓦伊                      | 引見索菲婭·卡森與黛安·華倫演唱《Applause》            |
| 里兹·阿迈德 奎斯特洛夫           | 頒發最佳紀錄長片、最佳實景短片                        |
| 麥可·B·喬丹 喬納森·梅傑斯        | 頒發最佳攝影                                          |
| 甄子丹                           | 引見Son Lux、許瑋倫、大衛·伯恩演唱《This Is a Life》  |
| 珍妮佛·康納莉 森姆·積遜          | 頒發最佳化妆与发型设计                                |
| 保羅·達諾 茱莉亚·路易斯-德瑞弗斯 | 頒發最佳服装设计                                      |
| 荻皮卡·帕都恭                    | 引見拉胡尔·西普利根與卡拉·巴哈拉瓦演唱《Naatu Naatu》 |
| 伊娃·朗格莉亞 楊燕子             | 引見奧斯卡電影博物館                                  |
| 莎瑪·希恩 安东尼奥·班德拉斯      | 頒發最佳國際影片                                      |
| 伊丽莎白·奥尔森 佩德羅·帕斯卡    | 頒發最佳紀錄短片、最佳動畫短片                        |
| 休·格蘭特 安迪·麥杜維            | 頒發最佳美術設計                                      |
| 敏蒂·卡靈 趙約翰                 | 頒發最佳原创配樂                                      |
| 伊丽莎白·班克斯                  | 頒發最佳音效                                          |
| 達娜·古瑞拉                      | 引見蕾哈娜演唱《Lift Me Up》                          |
| 佛蘿倫絲·普伊 安德魯·加菲爾德    | 頒發最佳原创剧本、最佳改編劇本                        |
| 贾奈尔·梦内 姬·韓遜              | 頒發最佳音效、最佳原创歌曲                            |
| 约翰·特拉沃尔塔                  | 引見藍尼·克羅維茲致敬逝世影人                         |
| 佐伊·索尔达娜 雪歌妮·薇佛        | 頒發最佳影片剪辑                                      |
| 伊德瑞斯·艾尔巴 妮可·基嫚        | 頒發最佳导演                                          |
| 杰西卡·查斯坦 荷莉·貝瑞          | 頒發最佳男主角、最佳女主角                            |
| 哈里森·福特                      | 頒發最佳影片                                          |

| 名称                          | 表演                                      |
| ----------------------------- | ----------------------------------------- |
| 小瑞奇                        | 现场管弦乐团指挥                          |
| 索菲婭·卡森 黛安·沃伦         | 《女人的故事》主题曲《Applause》          |
| 蕾哈娜                        | 《黑豹2：瓦干達萬歲》主题曲《Lift Me Up》 |
| 拉胡尔·西普利根 卡拉·巴哈拉瓦 | 《RRR》插曲《Naatu Naatu》                |
| 大衛·伯恩 Son Lux 史蒂芬妮·許 | 《媽的多重宇宙》主题曲《This Is a Life》  |
| Lady Gaga                     | 《捍衛戰士：獨行俠》主題曲《牽我的手》    |
| 藍尼·克羅維茲                 | 致敬环节演唱                              |

## 爭議

### 最佳女主角提名争议
《致蕾絲莉》的安哲雅·麗絲布洛在影獎季中呼聲不高，僅獲得獨立精神獎的提名，但最終成功入圍最佳女主角。該片由動量影業發行，僅收獲約2.7萬美元的票房，成為票房最低的入圍作品。該片沒有足夠的預算進行獎季造勢，難以和投入百萬宣傳費的片商匹敵，因此是由麗絲布洛和導演邁克爾·莫利斯親自向親友推廣。查理兹·塞隆、格温妮丝·帕特罗、柯特妮·考克斯、爱德华·诺顿、艾美·亞當斯、蜜妮·卓芙等影人各自舉辦了該片的放映會，蘇珊·莎蘭登、海伦·亨特等人則在社群媒體上給予好評，藉以提高該片在影藝學院演員部門成員間的能見度。在投票截止的前一天，黛米·摩尔、珍·芳達、妮奥米·瓦兹、凱特·溫斯蕾、蘿拉·鄧恩、法蘭西絲·費雪等演員在社群媒體上為麗絲布洛宣傳，這一系列的「草根運動」成功令麗絲布洛入圍奧斯卡，但也這可能對公關行業產生衝擊。
費雪在社群媒體上為麗絲布洛拉票時寫道：「表現卓越的薇拉、紫瓊、丹妮兒與看起來已經很穩了。」並為確保麗絲布洛入圍最佳女主角，提出將首位人選投給麗絲布洛的策略。然而，根據本屆奧斯卡的競賽規章所示，在獎季宣傳時，不得使用損及他人的策略，也不得提及其他入圍者或挑明競爭關係。因此，費雪的言論可能違反規章，並被質疑影響了兩名呼聲高的非裔演員维奥拉·戴维斯（《女王》）與丹妮兒·戴德維勒（《提爾：純真之死》）挺進奧斯卡的機會。雖然電影藝術與科學學院並未收到正式的投訴，但為確保競賽的公平性而決議進行程序審查，不過此舉也引來姬絲汀娜·莉芝與該片演員馬克·馬隆的抨擊，認為這是排他、菁英主義、向資本家靠攏的行為。
2023年1月31日，學院認為該片的宣傳行為未及撤銷麗絲布洛提名的程度，但日後會更新相關規章。

### 作品提名争议
《捍卫战士：独行侠》在奥斯卡金像奖颁奖典礼前夕被《洛杉矶时报》报导该片可能接受了俄罗斯寡头德米特里·雷博洛夫列夫的资助，其提名资格随着引起亲乌克兰组织的反对。乌克兰世界大会主席Pavel Grod致信电影艺术与科学学院院长和理事会成员的公开信中，对「俄罗斯对好莱坞电影业和美国社会的影响」表示严重关切，敦促好莱坞必须对未来使用俄罗斯资金进行亲克里姆林宫的审查保持警惕。该组织也质疑电影接受了俄罗斯方面的审查；与首部剧情不同是，《捍卫战士：独行侠》没有直接或间接提及到俄罗斯。派拉蒙影业拒绝对此事进行评论。

### 嘉賓邀請
2023年3月，擬定頒獎嘉賓之一的甄子丹接受訪問時因为直指2019年反对逃犯条例修订草案运动為暴動而在該言論發表後，有一些民主人士在網上聯署網站change.org發起聯署要求奧斯卡大會取消邀請甄子丹作為頒獎嘉賓。民运人士王丹在推特上证实甄子丹出席了颁奖典礼。一众民运人士也在会场外对此集会抗议。在奧斯卡自由人權獎典礼上，一众六四领袖如王丹、方政、王軍濤等人亦抗議甄子丹支持中共侵犯香港人權。
乌克兰外交部长德米特罗·库列巴在德国受访期间，暗讽电影艺术与科学学院不允许乌克兰总统弗拉基米尔·泽连斯基在奥斯卡上发言的决定是「虚伪」的。德米特罗·库列巴以《西线无战事》获得奥斯卡最佳外国电影奖作为例子表示，他对《西线无战事》可以获得的荣誉和质量没有任何怀疑，但是，当人们要给一部关于战争的电影颁奖时，却不愿意给予在二战以来欧洲最大的战争中作战的泽伦斯基在奥斯卡颁奖典礼上发言的机会，有如人们喝着香槟，穿着漂亮的衣服和钻石的时候谈论战争，却不想听正在发生的真实战争故事。自俄罗斯对乌克兰的全面战争开始以来，泽伦斯基已在金球奖和格莱美奖以及柏林电影节开幕式等场合发表了讲话。电影艺术与科学学院拒绝对此事进行评论。

## 缅怀
缅怀环节致敬下列过去一年离世的电影工作者：
- 奧莉維亞·紐頓-約翰 – 歌手、演员
- 约翰·科蒂（英语：John Korty） – 导演、监制
- 梅·罗斯（英语：May Routh） – 服装设计
- 露易絲·弗萊徹 – 演员
- 约翰·扎里茨基（英语：John Zaritsky） – 艺术指导
- 阿尔伯特·布伦纳（英语：Albert Brenner） – 布景
- 米契尔·戈德曼（Mitchell Goldman）– 行政
- 艾琳·帕帕斯 – 演员
- 鲍勃·拉斐尔森（英语：Bob Rafelson） – 导演、编剧、监制
- 伊恩·惠特克（英语：Ian Whittaker） – 布景
- 阿尔伯特·齐木（Albert Saiki）– 艺术指导
- 罗彼·考特拉尼 – 演员
- 柯丝蒂·阿利 – 演员
- 雷·利奥塔 – 演员
- 安杰洛·巴达拉门蒂（英语：Angelo Badalamenti） – 作曲
- 薇琪·埃吉亚（Vicky Eguia）– 公关行政
- 格雷戈里·詹（英语：Gregory Jein） – 特效、模型制作
- 尼尔·希门尼斯（英语：Neal Jimenez） – 编剧、导演
- 迈克·希尔 – 剪辑
- 汤姆·卢迪（英语：Tom Luddy） – 监制、电影节创办人
- 玛丽娜·戈尔多夫斯卡娅（英语：Marina Goldovskaya） – 导演、摄影、教育工作者
- 克里斯托弗·塔克（英语：Christopher Tucker） – 特效化妆师
- 艾琳·卡拉 – 演员、歌手、词曲作者
- 格雷戈里·艾伦·霍华德 – 编剧、监制
- 欧文·罗兹曼（英语：Owen Roizman） – 摄影
- 格雷·弗雷德里克森（英语：Gray Frederickson） – 监制
- 拉斯特·贝勒斯（Luster Bayless）– 服装设计
- 罗伯特·达尔瓦（英语：Robert Dalva） – 剪接
- 妮雪兒·尼柯斯 – 演员
- 爱德华·R·普雷斯曼（英语：Edward R. Pressman） – 监制
- 道格拉斯·麦克加斯（英语：Douglas McGrath） – 编剧、导演、演员
- 朱莉娅·赖克特 – 导演、监制
- 伊迪·兰道（英语：Edie Landau） – 监制、行政
- 迈克·莫德（Mike Moder）– 助理导演、监制
- 尚盧·高達 – 导演、编剧
- 马文·马奇（英语：Marvin March） – 布景
- 拉尔夫·埃格尔斯顿（英语：Ralph Eggleston） – 动画、艺术指导
- 伯特·巴卡拉克 – 作曲
- 尼克·博苏斯托（德语：Nick Bosustow） – 监制
- 克莱·平尼（英语：Clay Pinney） – 特效
- 唐·坎伯恩（英语：Donn Cambern） – 剪接
- 西蒙妮·巴尔（德语：Simone Bär） – 选角导演
- 汤姆·惠特洛克（英语：Tom Whitlock） – 作曲
- 阿曼达·麦基（英语：Amanda Mackey） – 选角导演
- 安吉拉·蘭斯伯里 – 演员
- 沃尔夫冈·彼得森 – 导演、编剧、监制
- 约翰·达蒂格（John Dartigue）– 公关行政
- 伯尼·马丁森（英语：Burny Mattinson） – 动画
- 雅克·贝汉 – 演员、监制、导演
- 马里齐欧·席尔维（英语：Maurizio Silvi） – 化妆
- 玛丽·艾丽斯 – 演员
- 珍娜·露露布莉姬妲 – 演员
- 道格拉斯·柯克兰（英语：Douglas Kirkland） – 摄影
- 卡尔·贝尔（英语：Carl Bell） – 动画
- 范吉利斯 – 作曲、音乐人
- 占士·堅 – 导演、演员
- 拉寇兒·薇芝 – 演员
- 沃尔特·米里施 – 监制、学院前主席
- 曾江 – 演员（未列入）

## 国际电视转播
- 香港——ViuTVsix
- 台灣——台视
- 韩国——TV朝鲜（直播） OCN（录播，韩国时间当晚21:00）
- 日本——WOWOW cinema
- 新加坡——新传媒5频道
- 马来西亚——Showcase Movies